# 吴荣曾
吴荣曾（1928年9月29日—） ，中国历史学家，先秦史专家和考古学家。中国古代史分期魏晋封建论的主要代表人物之一，北京大學歷史系教授。

## 生平
1928年生于苏州，祖籍江苏省常州。1950年考入北京大学历史系，曾师承著名历史学家张政琅，长于先秦两汉史，此外还专注于金石、竹木简牍及钱币史的研究。
```
www.cefc-culture.co
 
（
页面存档备份
，存于
）
[
4
]
  
记忆：北大考古口述史
 
（
页面存档备份
，存于
）
","dsr":[320,432,5,6]}' data-ve-attributes='{"typeof":"mw:Extension/ref","rel":"dc:references","about":"#mwt6"}' data-mw="{"name":"ref","body":{"html":"记忆：北大考古口述史"},"attrs":{}}" typeof="mw:Extension/ref">[3]
```

## 著述
- 《中国史纲要》（全部先秦史），人民出版社，1995年5月
- 《先秦两汉史研究》，中华书局，1995年
- 《新译汉书传》（主编），台湾三民书局，2013年
- 《读史丛考》 ，中华书局，2014年
- 《鄂温克人的原始社会形态》（合著），中华书局，1962年
- 《简牍与古代史研究》，北京大学出版社 2012年
- 撰写《中国大百科全书》历史、考古文物卷89个词条，共14万6千多字。